# 21 ديسمبر
- السبت
- الأحد
- الاثنين
- الثلاثاء
- الأربعاء
- الخميس
- الجمعة

- 298 جمادى الآخرة 1447  هـ
- 309 جمادى الآخرة 1447  هـ
- 110 جمادى الآخرة 1447  هـ
- 211 جمادى الآخرة 1447  هـ
- 312 جمادى الآخرة 1447  هـ
- 413 جمادى الآخرة 1447  هـ
- 514 جمادى الآخرة 1447  هـ
- 615 جمادى الآخرة 1447  هـ
- 716 جمادى الآخرة 1447  هـ
- 817 جمادى الآخرة 1447  هـ
- 918 جمادى الآخرة 1447  هـ
- 1019 جمادى الآخرة 1447  هـ
- 1120 جمادى الآخرة 1447  هـ
- 1221 جمادى الآخرة 1447  هـ
- 1322 جمادى الآخرة 1447  هـ
- 1423 جمادى الآخرة 1447  هـ
- 1524 جمادى الآخرة 1447  هـ
- 1625 جمادى الآخرة 1447  هـ
- 1726 جمادى الآخرة 1447  هـ
- 1827 جمادى الآخرة 1447  هـ
- 1928 جمادى الآخرة 1447  هـ
- 2029 جمادى الآخرة 1447  هـ
- 211 رجب 1447  هـ
- 222 رجب 1447  هـ
- 233 رجب 1447  هـ
- 244 رجب 1447  هـ
- 255 رجب 1447  هـ
- 266 رجب 1447  هـ
- 277 رجب 1447  هـ
- 288 رجب 1447  هـ
- 299 رجب 1447  هـ
- 3010 رجب 1447  هـ
- 3111 رجب 1447  هـ
- 112 رجب 1447  هـ
- 213 رجب 1447  هـ

21 ديسمبر أو 21 كانون الأوَّل أو يوم 21 \ 12 (اليوم الحادي والعشرون من الشهر الثاني عشر) هو اليوم الخامس والخمسون بعد الثلاثمائة (355) من السنة، أو السادس والخمسون بعد الثلاثمائة (356) في السنوات الكبيسة، وفقًا للتقويم الميلادي الغربي (الغريغوري). يبقى بعده 10 أيَّام على انتهاء السنة.

## أحداث
- 1522 فتح جزيرة رودس بقيادة سليمان القانوني وضمها للدولة العثمانية
- 1800 - الفرنسيون يعيدون تنظيم الديوان العام بالقاهرة وينتخبون منه ديوانًا مخصوصًا.
- 1832 - انتصار الجيش المصري بقيادة إبراهيم باشا على الجيش العثماني في موقعة قونية.
- 1879 -
  - توماس إديسون يخترع المصباح الكهربائي.
  - العرض الأول لمسرحية هنريك إبسن «بيت الدمية» في المسرح الملكي في كوبنهاغن .
- 1908 - افتتاح الجامعة الأهلية المصرية والتي تعتبر أول جامعة عربية.
- 1914 - ألمانيا تشن أول غارة جوية على بريطانيا بمركبة زيبولين الجوية وذلك أثناء الحرب العالمية الأولى.
- 1919 - الأمريكية الفوضوية إيما غولدمان يتم ترحيلها إلى روسيا.
- 1937 - والت ديزني ينتج أول فيلم كرتوني طويل بعنوان سنو وايت والأقزام السبعة.
- 1938 - أمير الكويت الشيخ أحمد الجابر الصباح يحل المجلس التشريعي بعد سته شهور من تكوينه ويدعو لانتخاب مجلس جديد في 27 ديسمبر.
- 1949 - قيام جمهورية ألمانيا الفدرالية في ألمانيا الغربية.
- 1951 -
  - ليبيا تنال استقلالها.
  - إنشاء منظمة الدول الأمريكية.
- 1952 - تحطم طائرة تابعة للخطوط الجوية السورية من طراز داكوتا قرب النبك أثناء رحلة من دمشق إلى حلب يؤدي إلى مقتل 9 من ركابها الـ 15، عزي الحادث إلى ظروف جوية سيئة.
- 1957 - تدشين أول جامعة في المغرب وذلك في مدينة الرباط.
- 1958 - انتخاب شارل ديغول رئيسًا للجمهورية الفرنسية، ليصبح أول رئيس في الجمهورية الخامسة.
- 1964 - مجلس عموم المملكة المتحدة يلغي عقوبة الإعدام.
- 1966 - المركبة السوفيتية «لونا 31» تحط على سطح القمر وتبدأ تحليل مكوناته.
- 1968 - الولايات المتحدة تطلق صاروخ أبولو 8 وبه 3 رواد فضاء أمريكيين إلى مدار حول القمر.
- 1973 - عقد مؤتمر جنيف برعاية الأمم المتحدة والولايات المتحدة والاتحاد السوفيتي وحضور مصر والأردن وإسرائيل.
- 1979 - توقيع اتفاق ينهي تمرد مستعمرة روديسيا على التاج البريطاني والذي استمر 41 عام.
- 1986 - افتتاح مشروع سد مأرب من قبل الرئيس اليمني علي عبد الله صالح ورئيس دولة الإمارات العربية المتحدة زايد بن سلطان آل نهيان.
- 1988 - انفجار طائرة بوينغ 747 تابعة لخطوط بان أمريكان العالمية فوق مدينة لوكربي في اسكتلندا يسفر عن مقتل 269 شخص، وهو ما عرف لاحقًا باسم قضية لوكربي.
- 1991 - 11 جمهورية سوفيتية سابقة يوقعون في كازاخستان اتفاقًا يعلن نهاية الاتحاد السوفيتي وإقامة مجموعة الدول المستقلة.
- 1995 -
  - مدينة بيت لحم تنتقل من السيطرة الإسرائيلية إلى الفلسطينيين .
  - تصادم قطارين عند البدرشين في مصر يؤدي إلى مقتل 75 وإصابة المئات.
- 1999 - الحرس المدني الإسباني يوقف شاحنه محملة ب950 كيلوغرام من المتفجرات المعدة للتفجير من قبل منظمة إيتا الإنفصالية.
- 2008 - المجلس العسكري الحاكم في موريتانيا يرفع الإقامة الجبرية عن الرئيس المخلوع سيدي محمد ولد الشيخ عبد الله.
- 2010 - مجلس النواب العراقي يمنح الثقة للحكومة الجديدة التي شكلها رئيس الوزراء نوري المالكي بعد فترة طويلة من إجراء الانتخابات.
- 2013 -
  - الجيش السوداني يحرر 17 منطقة من قبضة المتمردين.
  - نادي بايرن ميونيخ يفوز على نادي الرجاء الرياضي في نهائي كأس العالم لأندية كرة القدم بنتيجة هدفين مقابل صفر.
- 2015 - لجنة القيم بالاتحاد الدولي لكرة القدم (فيفا) تعاقب سيب بلاتر رئيس الفيفا وميشيل بلاتيني رئيس الاتحاد الأوروبي لكرة القدم بالإيقاف لمدة ثماني سنوات.
- 2017 - الجمعية العامة للأمم المتحدة تُقِرُّ بالأغلبية مشروع قرار يرفض تغيير وضع القدس القانوني بعد أن اعترفت بها الولايات المتحدة عاصمة لإسرائيل.
- 2020 - حدوث اقتران عظيم بين كوكبي المشتري وزحل في 21 ديسمبر، وهو الأقرب منذ عام 1623 ميلاديًا.

## مواليد
- 1118 - توماس بيكيت، أسقف كانتربيري.
- 1401 - مازاتشو، رسام إيطالي.
- 1804 - بينجامين دزرائيلي، رئيس وزراء المملكة المتحدة.
- 1890 - هرمان مولر، طبيب أمريكي حاصل على جائزة نوبل في الطب عام 1946.
- 1900 - يوسف بن راشد آل الشيخ مبارك، فقيه مالكي ومؤرخ سعودي سعودي.
- 1903 - فرج العمران، فقيه حعفري وشاعر وكاتب سعودي.
- 1910 - علي أحمد باكثير، كاتب مصري.
- 1914 - عبد الكريم قاسم، رئيس وزراء العراق.
- 1917 - هاينريش بول، روائي وأديب ألماني حاصل على جائزة نوبل في الأدب عام 1972.
- 1918 - كورت فالدهايم، رئيس النمسا التاسع وأمين عام الأمم المتحدة الرابع.
- 1933 - علي نايفة، عالم ومهندس ميكانيكي أردني من أصول فلسطينية.
- 1937 - جين فوندا، ممثلة أمريكية.
- 1940 - فرانك زابا، مغني أمريكي.
- 1942 - هو جينتاو، رئيس جمهورية الصين الشعبية.
- 1948 - صامويل جاكسون، ممثل أمريكي.
- 1949 - توماس سانكارا، رئيس بوركينا فاسو الخامس.
- 1951 - نجلاء فتحي، ممثلة مصرية.
- 1952 - هاني شاكر، مغني وممثل مصري.
- 1957 - راي رومانو، ممثل أمريكي.
- 1967 - ميخائيل ساكاشفيلي، رئيس جورجيا الثالث.
- 1968 - سبايك سبنسر، ممثل أداء صوتي أمريكي.
- 1969 - جولي دلبي، ممثلة فرنسية.
- 1970 - أحمد بهجا، لاعب كرة قدم مغربي.
- 1972 - بثينة رشوان، ممثلة مصرية.
- 1981 - كريستيان زاكاردو، لاعب كرة قدم إيطالي.
- 1984 - جاكسون راثبون، ممثل أمريكي.
- 1985 - أندريا إرميا، ممثلة هندية.
- 1986 - سعود بن سلمان بن عبد العزيز آل سعود، أحد أبناء الملك سلمان.

## وفيات
- 72 - توما، أحد رسل المسيح الاثنا عشر.
- 1375 - جيوفاني بوكاتشيو، كاتب إيطالي.
- 1553 - سنان باشا، أمير بحار عثماني.
- 1920 - محمد عبد الله حسان، قائد وطني صومالي.
- 1937 - فرانك بيلينجز كيلوج، محامي وسياسي أمريكي حاصل على جائزة نوبل للسلام عام 1929.
- 1940 - فرنسيس سكوت فيتزجيرالد، كاتب أمريكي.
- 1945 - جورج باتون، قائد عسكري أمريكي.
- 1964 - علي محمود قارئ قرآن كريم مصري
- 1959 - روزانجين، خطاط ياباني.
- 1988 - نيكولاس تينبرغن، عالم سلوك حيواني وعالم طيور هولندي حاصل على جائزة نوبل في الطب عام 1973.
- 1993 - سعد بن عبد العزيز آل سعود، رئيس مجلس العائلة المالكة السعودية.
- 2006 - صابر مراد نيازوف، رئيس تركمانستان الأول.
- 2010 - إنزو بيرزوت، لاعب ومدرب كرة قدم إيطالي.
- 2011 - إفيغيني روداكوف، لاعب ومدرب كرة قدم أوكراني.

## أعياد ومناسبات
- يوم الكلمات المتقاطعة، نسبة إلى أول مرة ظهرت فيها عام 1913 في «صحيفة نيويورك ورلد».

## وصلات خارجية
- وكالة الأنباء القطريَّة: حدث في مثل هذا اليوم.
- النيويورك تايمز: حدث في مثل هذا اليوم.
- BBC: حدث في مثل هذا اليوم.